# 定遠門
定遠門，是重慶的一座城門，毗鄰嘉陵江，在通遠門、臨江門二門之間，門內西為蓮花池，東為巴蔓子墓。明代修築。
康熙四十六年(1707年)，巴縣知縣孔毓忠將重慶城分為29坊15廂。定遠門內外，分別為定遠坊、定遠廂。

## 定遠門的位置
- 定遠門在今民生巷下一號橋石梯內側堡坎內。[1]
- 定遠門是否因定遠碑而得名，尚無材料可證。定遠碑在定遠碑街南側。聞重慶設市時碑尚在，何時物，是否重立，不可知。門以碑名，或碑以門名，都不可知。韋家院壩城垣有巷下地母亭，城根壁上有圓拱門，形狀大小與鳳凰門差不多，上面是原重慶市電影發行公司宿舍，有人謂即定遠門。[2]

## 歷史
川江號子有言：“定遠門，演武藝，舞刀弄棍”。或“定遠門，較場壩，舞刀弄棍”。